# Золтан Биксеги
Золтан Биксеги (мађ. Bükszegi Zoltán; Будимпешта, 16. децембар 1975) бивши мађарски фудбалер, играо на 2 утакмице за репрезентацију Мађарске, играо на позицији нападача. Био је члан тима који је учествовао на Олимпијским играма у Атланти 1996.

## Каријера

### Клуб
Сениорску каријеру започео је у будимпештанским БВШК-у, где је играо седам година. Из клуба Зугло је прешао у Ференцварош, где је провео две сезоне, а затим годину и по дана у МТК. Након тога је прво играо за будимпештански Вашаш, а потом и за Дунафер, али су оба тима тада била елиминисана из прве лиге. Из Дунаујвароша је потписао уговор са Ујпештом, где је две године био стални играч, затим је отишао и играо и на Кипру. Вратио се у Вашаш на неколико мечева, а затим је у јануару 2008. потписао уговор са Фарским тимом Викингур Гета, где је играо у полупрофесионалном статусу, поред фудбала, у почетку је радио за општину, а од тада је радио у фабрици за прераду рибе.

### Репрезентација
Са 19 година играо је на два меча у репрезентацији Мађарске, затим је такође играо у олимпијској и Б репрезентацији Мађарске. За олимпијску репрезентацију је имао два забележена наступа и бранио је гол репрезентације на Олимпијским играма у Атланти 1996. године.
Наступио је на девет мечева за У-21 тим, постигао један гол, у периоду 1996–1997, а касније је уписао два наступа за У-23 тим. Године 1995. играо је и за најбољу репрезентацију Мађарске, где је наступио у два меча и отишао на Летње олимпијске игре 1996. године, али тамо његов тим није постигао никакав успех